# الطاقة النووية في المملكة المتحدة

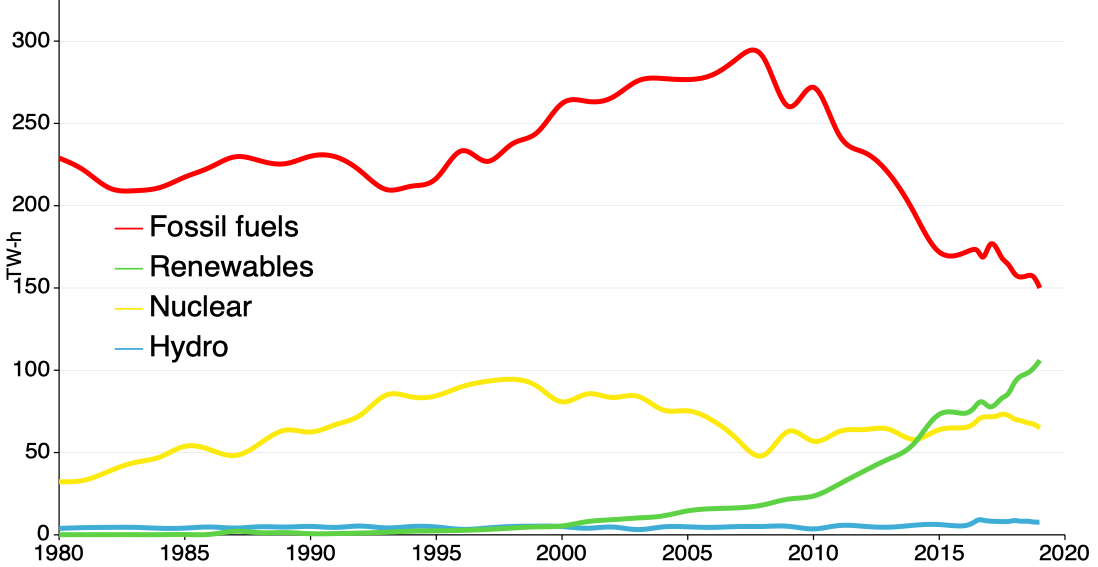
رسم بياني لإنتاج الكهرباء في المملكة المتحدة حسب المصدر (1980-2017): تسليط الضوء على دور الطاقة النووية

تولد الطاقة النووية في المملكة المتحدة نحو 19% من الكهرباء في البلاد منذ عام 2020، ومن المتوقع أن ترتفع النسبة إلى الثلث بحلول عام 2035. لدى المملكة المتحدة 15 مفاعلًا نوويًا يعملون في ثماني محطات (14 مفاعلًا بتبريد غازي تقدمي (إيه جي آر) ومفاعل ماء مضغوط (بي دبليو آر))، بالإضافة إلى محطات لإعادة المعالجة النووية في مجمع سيلافيلد النووي ومرفق إدارة تيلز التي تديرها شركة يورنكو في كبنهورست.
أنشأت المملكة المتحدة أول برنامج نووي مدني في العالم، وافتتحت محطة للطاقة النووية باسم مجمع سيلافيلد النووي في ويندسكيل، إنجلترا عام 1956. وُلد 26 % من الكهرباء في البلاد من الطاقة النووية في ذروة عام 1997. أُغلقت منذ ذلك الحين العديد من المفاعلات، وانخفضت الحصة إلى 19% بحلول عام 2012. تمدد زمن تشغيل مفاعل التبريد الغازي التقدمي القديم مدى الحياة، ومن المحتمل أن تكون هناك تمديدات إضافية عبر أسطول المفاعل القائمة بالتبريد الغازي التقدمي.
أعطت الحكومة البريطانية في أكتوبر 2010، الإذن للموردين من القطاع الخاص لبناء ما يصل إلى ثماني محطات جديدة للطاقة النووية. ذكرت الحكومة الإسكتلندية، بدعم من البرلمان الإسكتلندي، أنه لن تُبنى محطات طاقة نووية جديدة في إسكتلندا. أعلنت إي.أون يو كي وآر دبليو إي إن باور في مارس 2012، أنهما ستنسحبان من تطوير محطات طاقة نووية جديدة، ما يضع مستقبل الطاقة النووية في المملكة المتحدة على المحك. على الرغم من ذلك، ما تزال شركة إي دي إف للطاقة تخطط لبناء أربع مفاعلات جديدة في موقعين في المملكة المتحدة، وذلك مع الانتهاء من التشاور العام والبدء بالأساس الأولي للمفاعلين الأولين، الواقعين في هينكلي بوينت في سومرست. تخطط شركة هوريزون للطاقة النووية لبناء 4-6 مفاعلات جديدة في مواقعها، ويلفا نوكليار باور استيشنو ومحطة أولدبيري للطاقة النووية. كما اقتُرحت ثلاث مفاعلات في مشروع مورسايد النووي، لكن يعد مستقبل هذه المفاعلات الآن غير معروف بدقة. كما أُبرم اتفاق يسمح ببناء مفاعلات صينية التصميم في موقع محطة برادويل للطاقة النووية.
تمتلك وتدير شركة إي دي إف للطاقة مواقع المفاعلات السبعة التي تعمل حاليًا، بطاقة إجمالية تبلغ حوالي 9 غيغاواط. من المقترح بناء ستة مصانع جديدة في العقود القليلة القادمة. يشرف مكتب التنظيم النووي على جميع المنشآت النووية في المملكة المتحدة.

## التاريخ

### القرن العشرين
تأسست هيئة الطاقة الذرية البريطانية في عام 1954 لتكون شركة قانونية للإشراف والريادة لتطوير الطاقة النووية داخل المملكة المتحدة.
كان مجمع سيلافيلد النووي أول محطة وُصلت بالشبكة في 27 أغسطس 1956، على الرغم من أن إنتاج البلوتونيوم المستخدم في صناعة الأسلحة كان السبب الرئيسي وراء محطة الطاقة هذه. كان مجمع سيلافيلد النووي أول محطة للطاقة النووية في العالم توصل الكهرباء تجاريًا (على الرغم من توصيل المفاعل «شبه التجريبي» بقدرة 5 ميغاواط في محطة أوبينسك للطاقة النووية في الاتحاد السوفيتي بالإمدادات العامة في عام 1954).
أُعلن في فبراير 1966، عن إنشاء أول مفاعل سريع النموذج في المملكة المتحدة في دونيري في إسكتلندا، بتكلفة 30 مليون جنيه إسترليني.
تأسست شركة الوقود النووي البريطانية المحدودة في فبراير 1971 بعد فصل قسم الإنتاج في هيئة الطاقة الذرية البريطانية. في ديسمبر 1979 وفي أعقاب النزاعات الصناعية لشتاء الاستياء وأزمة النفط والطاقة عام 1979، أعلنت حكومة تاتشر الجديدة عن برنامج جديد للطاقة النووية على المدى الطويل. أكملت الشركة النووية الوطنية الحكومية القائمة حاليًا مفاعلاتها المتقدمة المبردة بالغاز من الجيل الثاني، ووضعت برنامجًا جديدًا لبناء مفاعلات مائية مضغوطة مصممة من شركة كهرباء ويستينغهاوس سنويًا لمدة عقد على الأقل منذ عام 1982 (حوالي 15 غيغاواط في المجمل). ومع ذلك، أصدرت اللجنة المختارة للطاقة ولجنة الاحتكارات والاندماجات في عام 1981، تقارير تنتقد مجلس توليد الكهرباء المركزي وتوقعات الطلب الحكومي وتقييم الاستثمار مبررة البرنامج. بعد أن حل نيجل لوسون محل ديفيد هاول وزيرًا للطاقة في عام 1982، بدأت الحكومة في الابتعاد عن هذا الاقتراح المهم، ويرجع ذلك جزئيًا إلى بدء الحكومة في التفكير في خصخصة قطاع الكهرباء. في النهاية، بُنيت محطة سايزويل بي للطاقة النووية من برنامج مفاعل الماء المضغوط، بين عامي 1987 و1995. وبدأت في إنتاج الطاقة للشبكة الوطنية في فبراير 1995. وبُنيت بعد أربع سنوات من الاستقصاء العام الذي بلغ 16 مليون كلمة. بالإضافة إلى ذلك، تعد أحدث محطة نووية أُنشأت في المملكة المتحدة اعتبارًا من عام 2019. كان من المفترض أن تكون محطة سايزويل بي للطاقة النووية الأولى من نوعها ضمن سلسلة أصغر أربع محطات طاقة متطابقة جديدة، ولكن أُسقطت باقي المحطات على أنها غير اقتصادية في أوائل التسعينات عندما قُررت خصخصة صناعة الطاقة الكهربائية بحيث لم يعد التمويل الحكومي بسعر الفائدة المنخفض متاحًا.
افتُتح مصنع إعادة المعالجة الحرارية للأكسيد في مجمع سيلافيلد النووي في عام 1994. بدأ البناء في السبعينيات بتكلفة 2.4 مليار جنيه استرليني. تمت خصخصة ثمانية مصانع نووية متقدمة في المملكة المتحدة في عام 1996، وسبعة مفاعلات بتبريد غازي وتقدمي ومفاعل ماء مضغوط، باسم شركة بريتيش إنرجي، ما ساهم في جمع 2.1 مليار جنيه إسترليني. بقيت مفاعلات شركة ماغنوكس المتبقية في ملكية عامة مثل ماغنوكس إلكتريك. دُمجت ماغنوكس إلكتريك في 30 يناير 1998، مع شركة الوقود النووي البريطاني المحدود لتصبح ماغنوكس إلكتريك والوقود النووي البريطاني المحدود.

### القرن الواحد والعشرين